# Église Notre-Dame-de-l'Assomption de Poursay-Garnaud
L'église Notre-Dame-de-l'Assomption est une église située à Poursay-Garnaud, dans le département français de la Charente-Maritime en région Nouvelle-Aquitaine.

## Historique
L'église est inscrite au titre des monuments historiques par arrêté du 22 août 1949.

## Galerie

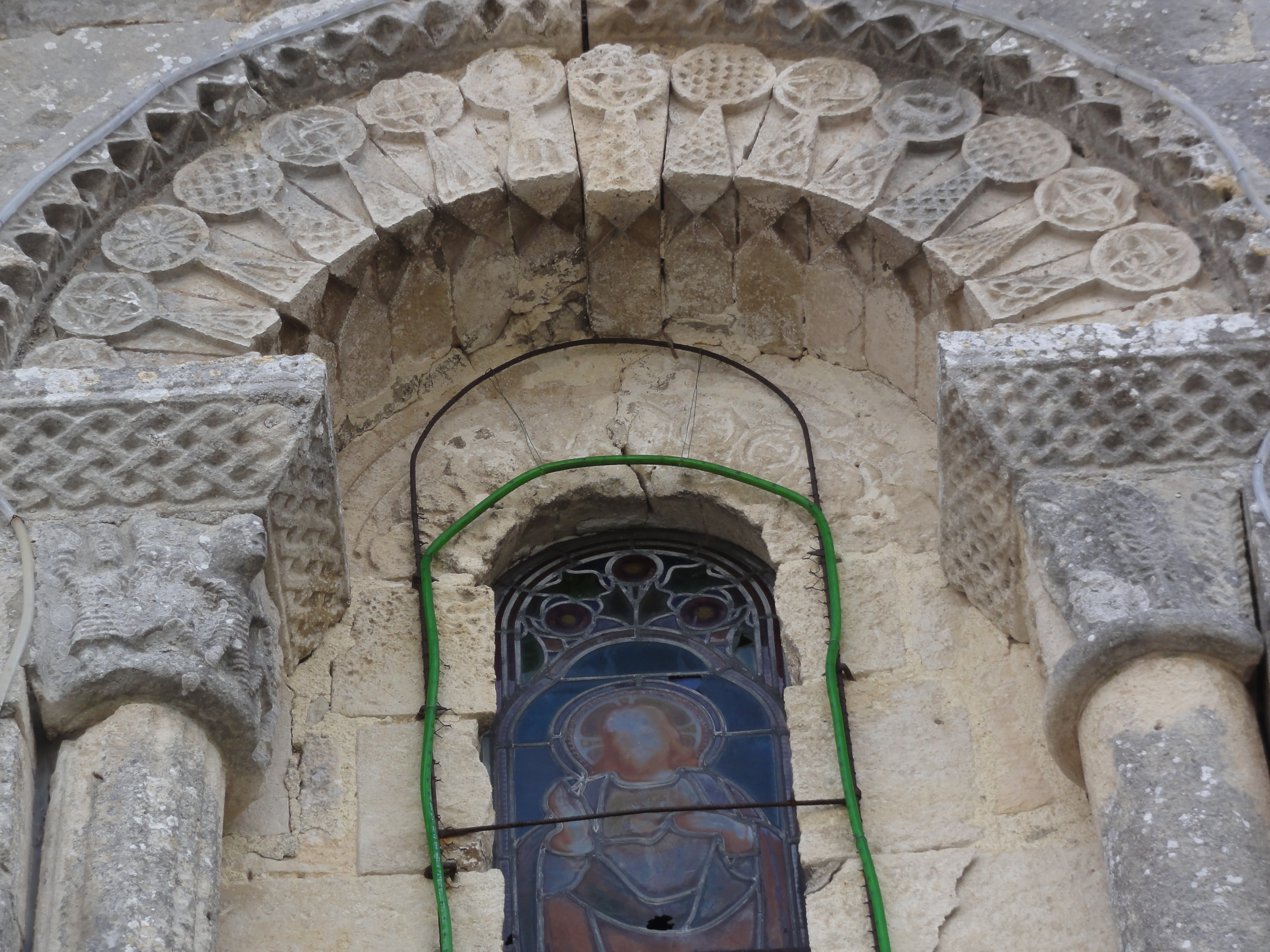